# The Garden (gruppo musicale)
I The Garden sono un gruppo musicale rock sperimentale statunitense, formatosi nel 2011 nella Contea di Orange, in California, dai fratelli gemelli Wyatt e Fletcher Shears. Il duo ha pubblicato il proprio album di debutto The Life and Times of a Paperclip nel 2013, seguito da diverse pubblicazioni minori. Nel 2015, il gruppo ha pubblicato il secondo album in studio haha insieme al singolo principale All Smiles Over Here:) con il plauso della critica dopo aver firmato per la Epitaph Records. I fratelli sono stati in tour negli Stati Uniti, in Europa, Regno Unito, Cina, Giappone, Nuova Zelanda, Australia, Canada e Messico. Nel 2019 e nel 2023 sono apparsi al Coachella Valley Music and Arts Festival.

## Storia del gruppo

### 2011–2014: Formazione e album di debutto
I gemelli Wyatt e Fletcher Shears hanno formato il progetto The Garden nel 2011 all'età di 17 anni come parallelo a quello della loro band M.H.V (Ms. Hannah's Victims), quest'ultimo lasciato per seguire a tempo pieno il primo. Il loro nome The Garden vuole essere una metafora della loro musica che "cresce" e si evolve. Hanno iniziato a suonare e presto, ancora sotto contratto con la loro precedente etichetta Burger Records, hanno pubblicato il loro EP omonimo di debutto nel maggio 2012 su cassetta, seguito da Everything Is Perfect a dicembre. Hanno pubblicato la canzone I'm a Woman con un video alla fine del 2012 prima di pubblicare il loro album di debutto The Life and Times of a Paperclip nel luglio 2013. Un mese dopo pubblicarono l'EP Rules, contenente Spirit Chant precedentemente pubblicato su Everything Is Perfect, e Get Me My Blade che fu pubblicato insieme a un video all'inizio di quell'anno. Hanno pubblicato alcuni altri singoli ed EP nel corso del 2014, oltre a una canzone intitolata Cloak, una traccia presente nel loro secondo album.

### 2015–2017:hahaeU Want the Scoop?
Nel gennaio 2015, i gemelli The Garden hanno pubblicato un 7" comprensivo di un lato A intitolato Surprise ed un lato B This Could Build Us a Home. Nello stesso anno hanno firmato con la Epitaph Records e annunciato l'uscita del loro secondo album in studio haha, presentato con il singolo All Smiles Over Here:). Nel 2016, hanno pubblicato una serie di singoli, Play Your Cards Right (con Crazy 8), Call This # Now e California Here We Go, prima di pubblicare l'EP U Want the Scoop? nel marzo 2017, a seguito di un video per All Access, singolo estratto da U Want the Scoop?. A settembre 2017, il duo ha aperto i concerti di Mac DeMarco nel suo tour in Nord America.

### 2018:Mirror Might Steal Your Charm
Il 24 gennaio 2018, il gruppo ha pubblicato il singolo No Destination.
Il 27 febbraio invece, è stato pubblicato un nuovo video musicale per il singolo Stallion e hanno annunciato che il loro nuovo album, Mirror Might Steal Your Charm, sarebbe uscito il 30 marzo. Un terzo singolo, Call The Dogs Out, viene pubblicato pochi giorni prima dell'uscita dell'album.

### 2020:Kiss My Super Bowl Ring
La band ha annunciato la data di uscita del loro quarto album in studio, Kiss My Super Bowl Ring, il 16 gennaio 2020. L'annuncio è stato supportato dal primo singolo dell'album, Clench to Stay Awake. L'album è stato pubblicato il 13 marzo 2020 e vede la produzione del membro Dylan Brady dei 100 gecs e del bassista James Bulled dei Kero Kero Bonito sotto il suo progetto parallelo Wharfwhit.

### 2022–2023:Horseshit on Route 66
I singoli Freight Yard, Orange County Punk Rock Legend e Chainsaw the Door sono stati pubblicati prima del loro quinto album in studio, Horseshit on Route 66, che è uscito l'8 settembre  del 2022. Durante la loro stagione di tour, dopo l'uscita dell'album, i The Garden si sono esibiti al Coachella Valley Music and Arts Festival nell'aprile del 2023.

### 2024:Six Desperate Ballads
Nel giugno del 2024, i The Garden hanno annunciato l'uscita del loro primo singolo dell'anno intitolato Filthy Rabbit Hole descritto come una traccia dallo stile West Coast e Hardcore Punk, ispirato al loro stile identificativo Vada Vada tipico degli anni '80.
Nel corso del mese di settembre, i gemelli hanno pubblicato un altro singolo seguito da un video musicale per la traccia Ballet, apripista dell’allora, imminente, EP.
Il 30 ottobre 2024 i The Garden hanno rilasciato il loro quinto EP Six Desperate Ballads.

## Progetti paralleli
Entrambi i gemelli hanno progetti musicali indipendenti dal gruppo, di genere sperimentale: Wyatt con lo pseudonimo di Enjoy e Fletcher con quello di Puzzle. Lavorano anche come modelli, avendo fatto campagne per marchi come Yves Saint Laurent, Hugo Boss, UGG, e Balenciaga.
Discografia di Enjoy
- Gold (2012)
- Unlimited Distance (2012)
- Spaceships & Attitudes (2012)
- Fun New World (2012)
- Interest (2013)
- Magic (2013)
- A.R.C. (2013)
- Boom, Bang, Blast! (2013)
- Quest (2013)
- Legacy (2014)
- Punk Planet (2015)
- Another Word for Joy (2016)
- Real Life Like Cold Ice (EP) (2016)
- Small Car Big Wheels (2018)
- Sessions With a Nasty Old Tree (2020)
- Exploited (2023)
- The Sound Of Deceit (2025)

Discografia di Puzzle
- That's Fine (2013)
- Pure (2013)
- It's Really Whatever (2013)
- About You (2013)
- I'll Just Say This (2013)
- Wonderful? (2013)
- Sugar (2013)
- Greed (2013)
- Mental (2014)
- Deluxe (2014)
- Wrecked (2014)
- Drinking Blood (2014)
- And Then Suddenly, Like Magic! (2014)
- Silver Jungle (2014)
- Just 4 Kix (2016)
- Soaring (2016)
- Laying in the Sand (2016)
- Tighten the Reins (2017)
- X Hail (2019)
- Places We Choose Not To Look (2020)
- The Rotten Opera (2023)
- Damage Collection! (2025)

## Stile musicale
La band è nota per le sue veloci canzoni di basso e batteria a due pezzi influenzate fortemente dal genere punk. Wyatt ha dichiarato di essere passato dal basso alla chitarra, senza però appalesarlo, a causa del suo stile di esecuzione e dell'uso delle note basse. I brani contengono synth in aggiunta o al posto della chitarra e della batteria. Sia la loro musica che la loro immagine sono caratterizzate da "principi DIY e una vasta lista di influenze". I fratelli classificano il loro suono come vada vada, una filosofia che Wyatt Shears descrive come "un'idea che rappresenta pura espressione creativa, che ignora tutti i generi e gli ideali precedentemente realizzati". I gemelli hanno affermato di essere stati influenzati da artisti diversi come il compositore di videogiochi Manabu Namiki, i rapper E-40 e Mykki Blanco, il cantante country Johnny Paycheck e gruppi punk come Minutemen e Big Boys.

## Discografia
Album in studio
- The Life and Times of a Paperclip (2013)
- haha (2015)
- Mirror Might Steal Your Charm (2018)
- Kiss My Super Bowl Ring (2020)
- Horseshit on Route 66 (2022)

EP
- Burger Records Tape (2012)
- Everything Is Perfect (2012)
- Rules (2013)
- U Want the Scoop? (2017)
- Six Desperate Ballads (2024)